# Prata (Teresópolis)
Prata é um bairro classe média de Teresópolis, cidade localizada no interior do estado do Rio de Janeiro.

## Demografia
De acordo com o Instituto Brasileiro de Geografia e Estatística (IBGE), sua população no ano de 2010 era de 1.146 habitantes, sendo 598 mulheres (52,2%) e 548 homens (47,8%), possuindo um total de 504 domicílios.

## Economia
A região é composta por condomínios de preços variados (que se localizam em sua maioria na estrada Teresópolis-Friburgo).[carece de fontes?] Os moradores são tranquilos e não há variação de comércio na região.[carece de fontes?]

## Infraestrutura urbana
A Fundação Oswaldo Cruz (Fiocruz), em parceria com o Ministério das Cidades, está desenvolvendo o Projeto Desenvolvimento Urbano Integrado para Redução de Riscos de Desastres em Cidades, visando metodologias para intervenções urbanas integradas para municípios da região serrana de Teresópolis.